# FC Pasching
Az FC Pasching egy osztrák labdarúgóklub, melynek székhelye a felső-ausztriai Paschingban található. 

## Története
2007. május 16-án alapították az ASKÖ Pasching és az SK Austria Kärnten összeolvadásával.

## Sikerek
ÖFB-Cup
- Győztes (1): 2013

## Jelenlegi keret
| #  |     | Poszt | Név                                             |
| -- | --- | ----- | ----------------------------------------------- |
| 1  | AUT | K     | Michael Höfler                                  |
| 2  | AUT | KP    | Davor Rafajac                                   |
| 3  | AUT | V     | Peter Riedl                                     |
| 4  | AUT | V     | Manuel Deixler                                  |
| 5  | AUT | V     | Mark Prettenthaler                              |
| 6  | AUT | KP    | Daniel Kerschbaumer                             |
| 7  | AUT | V     | Alexander Staudecker                            |
| 8  | AUT | KP    | Ali Hamdemir                                    |
| 9  | AUT | CS    | Lukas Mössner                                   |
| 10 | AUT | CS    | Lukas Katnik (kölcsönben a Red Bull Juniorsnál) |
| 11 | ESP | CS    | Nacho Casanova                                  |
| 12 | AUT | V     | Lukas Gabriel                                   |

| #  |     | Poszt | Név                   |
| -- | --- | ----- | --------------------- |
| 13 | AUT | KP    | Marco Perchtold       |
| 14 | AUT | KP    | Kevin Hinterberger    |
| 15 | AUT | V     | Martin Grasegger      |
| 16 | AUT | V     | Thomas Krammer        |
| 17 | AUT | KP    | Daniel Sobkova        |
| 18 | AUT | KP    | Markus Blutsch        |
| 19 | AUT | V     | Sebastian Zirnitzer   |
| 20 | CRO | KP    | Ivan Kovačec          |
| 21 | CRO | V     | Davorin Kablar        |
| 22 | AUT | KP    | Philipp Schobesberger |
| 23 | AUT | K     | Hans-Peter Berger     |
| 31 | AUT | K     | Manuel Moser          |

## Európai rekord
| Szezon  | Esemény     | Kör       | Ellenfél | 1. mérk. | 2. mérk. | Összesítve |
| ------- | ----------- | --------- | -------- | -------- | -------- | ---------- |
| 2013–14 | Európa-liga | Rájátszás | TBA      | –        | –        | –          |

## Edzők
- Helmut Wartinger (2007–)

## Híresebb játékosok
| - Diego Guillermo Rougier - Ronald Brunmayr - Roman Erlacher - Horst Freiberger - Jürgen Friedl - Eduard Glieder - Manuel Hartl - Mario Illibauer - Markus Kiesenebner - Konstantin Kitzmüller - Rene Kober - Andreas Königsmair - Oliver Kremsleithner - Manuel Jany - Marco Michetschläger - Rainer Moosbauer - Bernhard Morgenthaler - Mario Mühlbauer - Matthias Niedermair - Marc Sand - Martin Schögl - Pirmin Strasser - Schöny Mario - Dominik Weinberger - Markus Tscharnig | - Anes Krivic - Alen Orsolic - Jovan Trailovic - Sabiá - Alen Orsolic - Antonio Ljubas - Jiří Lenko - Jürgen Panis - Daniel Royer - Marcel Ketelaer - Rózsavölgyi Péter - Várszegi Márk - Pavao Pervan | - Michael Miksits - Harrison Kennedy - Ice Cream - Nenad Grozdić - Stefan Jankovic - Božo Kovačević - Ingo Klemen - Yunus Özdemir |

## Külső link
- Hivatalos honlap

## Fordítás
- Ez a szócikk részben vagy egészben az FC Pasching című angol Wikipédia-szócikk fordításán alapul.  Az eredeti cikk szerkesztőit annak laptörténete sorolja fel. Ez a jelzés csupán a megfogalmazás eredetét és a szerzői jogokat jelzi, nem szolgál a cikkben szereplő információk forrásmegjelöléseként.